# Réseau de bus TouGo
Le réseau de bus TouGo est l'ancien réseau de transport en commun de la communauté de communes Le Grésivaudan. Ce dernier dessert les 43 communes du Pays du Grésivaudan ainsi que les communes de Domène, de Gières et de Meylan — rattachées à Grenoble-Alpes Métropole —, à l'aide d'un réseau composé de 16 lignes régulières, d’un service de transport à la demande et de transport scolaire.
Créé en 2004, son exploitation est assuré, depuis le 1er septembre 2015, par l’entreprise GR’4 — qui regroupe quatre transporteurs : CarPostal Interurbain, Philibert Transport, Europe Autocars et Autocars Dalbon-Goulaz — pour le compte de la communauté de communes Le Grésivaudan.
Le 1er janvier 2020, la communauté de communes Le Grésivaudan adhère au Syndicat mixte des mobilités de l'aire grenobloise (SMMAG) qui devient ainsi l'autorité organisatrice du réseau.
Depuis le 2 septembre 2024, le réseau M TouGo et M TAG se sont unifiés pour devenir M réso[réf. nécessaire].

## Historique
Le réseau est inauguré le 27 novembre 2009 pour une mise en service le 14 décembre 2009. Le réseau se compose de quinze lignes (G10 à G13, G20 à G22, G30, G40 à G41, G50 et G60 à G63), dont une ligne hivernale, la G63. Le réseau intègre cinq lignes régulières Transisère, qui sont renumérotés : Les lignes 6250, 6251 et 6400 deviennent les lignes G20 à G22, la 6100 devient la G61 et est prolongée et l'Interives devient la G62. Les services scolaires sont aussi repris. Un service de transport à la demande complète l'offre[source secondaire souhaitée].
Le 31 janvier 2010, ouverture de nouvelles lignes saisonnières G23, G31 et G70[source secondaire souhaitée]. En début d'année, l'association TransGrésivaudan, assurant du transport à la demande pour les personnes en difficulté, est intégrée au réseau. En juillet, le TAD devient « Allobus » et les lignes sont numérotés.
En février 2011, essai d'une ligne saisonnière G64 entre Papoutel, Theys et la gare de Goncelin. Suppression de la G60 à la rentrée[source secondaire souhaitée], elle est remplacée par la ligne 6070 du réseau Transisère. La navette MBO01 devient la G51 et est prolongée à ses deux extrémités, et la G65 est mise en place en renfort des G61 et G62.
Du 23 février 2013 et 10 mars 2013, une ligne saisonnière G67 entre Prapoutel et la gare de Lancey est testée. Durant l'Été, une ligne estivale G25 entre Allevard et Le Pleynet est mise en place, elle remplace les services estivaux du G22.
Durant la saison hivernale 2014/2015, la ligne G67 est entrée en utilisation normale durant tout l'hiver. La fréquentation n'a pas cessé d'augmenter.
En Septembre 2015, le réseau est passé en Délégation de service public, le délégataire est GR4, un groupement de 4 entreprises de transport (Philibert, CarPostal Interurbain-Isère, Autocars Dalbon Goulaz et SNVA Europe Autocars).
À la rentrée de septembre 2016, il change de nom pour devenir TouGo. Les lignes sont pour certaines renommées afin de les distinguer non plus uniquement en fonction du secteur géographique, mais aussi selon qu'elles sont structurantes (G2 à G6) ou secondaires (G20 à G71) ; enfin, une ligne est prolongée jusqu'à Challes-les-Eaux, mettant le réseau TouGo en correspondance avec le réseau STAC de Chambéry (renommé Synchro Bus en avril 2019). Certains services saisonniers comme les Estibus ont été supprimés afin de faire des économies.
Le 9 juillet 2018, c'est au tour des trois lignes « Citadines » de disparaître, puis le 27 août 2018 le réseau est restructuré avec notamment une desserte de l'ensemble des établissements scolaires par les lignes structurantes et la suppression des lignes G20 et G52[source secondaire souhaitée].
En avril 2019, les lignes « Nav'Pro » sont mises en place afin de permettre aux salariés de la vallée d'effectuer plus facilement la liaison entre les gares et les zones d'activités. À l'été 2019, le service estival est recréé sous la forme des lignes « G'Lac ». En septembre 2019, la Nav'Pro C est créée.
Le 1er janvier 2020, la communauté de communes Le Grésivaudan adhère au Syndicat mixte des mobilités de l'aire grenobloise (SMMAG), anciennement SMTC Grenoble ; de ce fait le SMMAG devient la nouvelle autorité organisatrice de la mobilité sur ce territoire.
À partir de septembre 2024, le réseau Tougo est fusionné avec le réseau M TAG devenant M'Réso,. Une restructuration du réseau doit avoir lieu à la rentrée, provoquant des changements sur les lignes Tougo et CarsRégions qui desservent ce territoire.

## Le réseau

### L'autorité organisatrice
La communauté de communes Le Grésivaudan, composée de 43 communes et d'une population totale de plus de 100 000 habitants et est chargée des transports en commun en son périmètre. Ses principales missions sont :
- Élaborer et mettre en œuvre la politique de transport ;
- Réaliser les investissements correspondants en matière d’infrastructures (poteaux, aménagements de voirie) ;
- Déterminer la politique tarifaire et les adaptations de l'offre de transport.

### L'exploitant
À l'origine, le réseau ne compte pas qu'un exploitant unique et n'est pas exploité en délégation de service public (DSP), il est découpé en lots et chaque lot est attribué à un transporteur[source secondaire souhaitée]. Les transporteurs sont les suivants : Autocars Dalbon Goulaz, VFD, CarPostal Interurbain-Isère, Transdev Dauphiné, SNVA Europe Autocars, Réunir Dauphiné et Philibert.
Depuis le 1er septembre 2015, une DSP a été créée, c'est l'entreprise GR'4 (qui veut dire GRoupement de 4 entreprises : Philibert, CarPostal Interurbain-Isère (Maintenant Keolis Portes des Alpes), Autocars Dalbon Goulaz et SNVA Europe Autocars) qui a remporté cette DSP pour sept ans.

### Territoire desservi
En 2019, le réseau dessert les communes suivantes :
- Allevard ;
- Barraux ;
- Bernin ;
- Biviers ;
- Chamrousse ;
- Chapareillan ;
- Crêts en Belledonne ;
- Crolles ;
- Domène (Grenoble-Alpes Métropole) ;
- Froges ;
- Gières (Grenoble-Alpes Métropole) ;
- Goncelin ;
- Hurtières ;
- La Buissière ;
- La Chapelle-du-Bard ;
- La Combe-de-Lancey ;
- La Flachère ;
- La Pierre ;
- La Terrasse ;
- Laval ;
- Le Champ-près-Froges ;
- Le Cheylas ;
- Le Haut-Bréda ;
- Le Moutaret ;
- Le Touvet ;
- Le Versoud ;
- Les Adrets ;
- Lumbin ;
- Meylan (Grenoble-Alpes Métropole) ;
- Montbonnot-Saint-Martin ;
- Plateau-des-Petites-Roches ;
- Pontcharra ;
- Revel ;
- Saint-Ismier ;
- Saint-Jean-le-Vieux ;
- Saint-Martin-d'Uriage ;
- Saint-Maximin ;
- Saint-Mury-Monteymond ;
- Saint-Nazaire-les-Eymes ;
- Saint-Vincent-de-Mercuze ;
- Sainte-Agnès ;
- Sainte-Marie-d'Alloix ;
- Sainte-Marie-du-Mont ;
- Tencin ;
- Theys ;
- Villard-Bonnot.

### Les lignes

#### Lignes urbaines de G1 à G10
| Ligne | Caractéristiques | Caractéristiques                                                                                  | Caractéristiques                                                                                  | Caractéristiques                                                                                  | Caractéristiques                                                                                  | Caractéristiques                                                                                  | Caractéristiques                                                                                  | Caractéristiques                                                                                  | Caractéristiques                                                                                  |
| G2    | Villard-Bonnot — Brignoud Gare ⥋ Meylan — Béalières | Villard-Bonnot — Brignoud Gare ⥋ Meylan — Béalières                                               | Villard-Bonnot — Brignoud Gare ⥋ Meylan — Béalières                                               | Villard-Bonnot — Brignoud Gare ⥋ Meylan — Béalières                                               | Villard-Bonnot — Brignoud Gare ⥋ Meylan — Béalières                                               | Villard-Bonnot — Brignoud Gare ⥋ Meylan — Béalières                                               | Villard-Bonnot — Brignoud Gare ⥋ Meylan — Béalières                                               | Villard-Bonnot — Brignoud Gare ⥋ Meylan — Béalières                                               | Villard-Bonnot — Brignoud Gare ⥋ Meylan — Béalières                                               |
| ----- | --- | ------------------------------------------------------------------------------------------------- | ------------------------------------------------------------------------------------------------- | ------------------------------------------------------------------------------------------------- | ------------------------------------------------------------------------------------------------- | ------------------------------------------------------------------------------------------------- | ------------------------------------------------------------------------------------------------- | ------------------------------------------------------------------------------------------------- | ------------------------------------------------------------------------------------------------- |
| G2    | Ouverture / Fermeture 29 août 2016 / 1er septembre 2024 | Longueur —                                                                                        | Durée 39 min                                                                                      | Nb. d’arrêts 32                                                                                   | Matériel Iveco Bus Crossway LE                                                                    | Jours de fonctionnement L, Ma, Me, J, V                                                           | Jour / Soir / Nuit / Fêtes O / N / N / N                                                          | Voy. / an —                                                                                       | Dépôt Domène (Philibert Transport)                                                                |
| G2    | Desserte : - Villes et lieux desservis : Villard-Bonnot (Lycée Marie Reynoard, Mairie, Poste de Gendarmerie), Le Versoud, Domène (Mairie (Correspondance avec la ligne 15)), Montbonnot-Saint-Martin (Pôle d'échange Pré-de-l'Eau (Nav'Pro C, C1, X01 X02 T81 T83 T84 T86), Inovallé) et Meylan (Inovallée). - Gares desservies : Gare de Brignoud. |                                                                                                   |                                                                                                   |                                                                                                   |                                                                                                   |                                                                                                   |                                                                                                   |                                                                                                   |                                                                                                   |
| G2    | Autre : - Arrêt non accessible aux UFR : Vors, Villard-Bonnot Église (Gendarmerie), La Pologne, Cité Nouvelle, Pont de Pruney, Côte Belle. - Amplitudes horaires : La ligne fonctionne du lundi au vendredi de 6 h 45 à 19 h 45 environ. - Date de dernière mise à jour : 4 août 2022. |                                                                                                   |                                                                                                   |                                                                                                   |                                                                                                   |                                                                                                   |                                                                                                   |                                                                                                   |                                                                                                   |
| G2    | Dernière actualisation : — |                                                                                                   |                                                                                                   |                                                                                                   |                                                                                                   |                                                                                                   |                                                                                                   |                                                                                                   |                                                                                                   |
| G3    | Villard-Bonnot - Lycée Marie Reynoard / Bernin — Cloyères ⥋ Le Touvet - La Cime / Goncelin — Gare | Villard-Bonnot - Lycée Marie Reynoard / Bernin — Cloyères ⥋ Le Touvet - La Cime / Goncelin — Gare | Villard-Bonnot - Lycée Marie Reynoard / Bernin — Cloyères ⥋ Le Touvet - La Cime / Goncelin — Gare | Villard-Bonnot - Lycée Marie Reynoard / Bernin — Cloyères ⥋ Le Touvet - La Cime / Goncelin — Gare | Villard-Bonnot - Lycée Marie Reynoard / Bernin — Cloyères ⥋ Le Touvet - La Cime / Goncelin — Gare | Villard-Bonnot - Lycée Marie Reynoard / Bernin — Cloyères ⥋ Le Touvet - La Cime / Goncelin — Gare | Villard-Bonnot - Lycée Marie Reynoard / Bernin — Cloyères ⥋ Le Touvet - La Cime / Goncelin — Gare | Villard-Bonnot - Lycée Marie Reynoard / Bernin — Cloyères ⥋ Le Touvet - La Cime / Goncelin — Gare | Villard-Bonnot - Lycée Marie Reynoard / Bernin — Cloyères ⥋ Le Touvet - La Cime / Goncelin — Gare |
| G3    | Ouverture / Fermeture 29 août 2016 / 1er septembre 2024 | Longueur —                                                                                        | Durée 35 - 60 min                                                                                 | Nb. d’arrêts 29                                                                                   | Matériel Irisbus Crossway LE et Iveco Crossway LE                                                 | Jours de fonctionnement L, Ma, Me, J, V                                                           | Jour / Soir / Nuit / Fêtes O / N / N / N                                                          | Voy. / an —                                                                                       | Dépôt Goncelin (Keolis Porte des Alpes)                                                           |
| G3    | Desserte : - Villes et lieux desservis : Villard-Bonnot, Bernin, Crolles - STMicroelectronics, Lumbin (Zone Industrielle de Lumbin), La Terrasse (Mairie), Le Touvet et Goncelin Gare. - Gares desservies : Gare de Goncelin |                                                                                                   |                                                                                                   |                                                                                                   |                                                                                                   |                                                                                                   |                                                                                                   |                                                                                                   |                                                                                                   |
| G3    | Autre : - Arrêt non accessible aux UFR : La Mûre, La Terrasse Mairie, Institut, La Frette, La Conche, Le Mollard, La Charrière, Le Touvet Gare, Le Saint-Jean, La Cime, Goncelin Gare. - Amplitudes horaires : La ligne fonctionne du lundi au vendredi de 6 h 15 à 20 h. - Particularités : Cette ligne dessert à certains services le Lycée Marie Reynoard à Villard-Bonnot. La ligne Cars Région Isère T84 fait complément de la ligne sans pour autant desservir Goncelin Gare. - Date de dernière mise à jour : 29 août 2022. |                                                                                                   |                                                                                                   |                                                                                                   |                                                                                                   |                                                                                                   |                                                                                                   |                                                                                                   |                                                                                                   |
| G3    | Dernière actualisation : — |                                                                                                   |                                                                                                   |                                                                                                   |                                                                                                   |                                                                                                   |                                                                                                   |                                                                                                   |                                                                                                   |
| G4    | Goncelin — Gare ⥋ Villard-Bonnot — Brignoud Gare / Lycée Marie Reynoard | Goncelin — Gare ⥋ Villard-Bonnot — Brignoud Gare / Lycée Marie Reynoard                           | Goncelin — Gare ⥋ Villard-Bonnot — Brignoud Gare / Lycée Marie Reynoard                           | Goncelin — Gare ⥋ Villard-Bonnot — Brignoud Gare / Lycée Marie Reynoard                           | Goncelin — Gare ⥋ Villard-Bonnot — Brignoud Gare / Lycée Marie Reynoard                           | Goncelin — Gare ⥋ Villard-Bonnot — Brignoud Gare / Lycée Marie Reynoard                           | Goncelin — Gare ⥋ Villard-Bonnot — Brignoud Gare / Lycée Marie Reynoard                           | Goncelin — Gare ⥋ Villard-Bonnot — Brignoud Gare / Lycée Marie Reynoard                           | Goncelin — Gare ⥋ Villard-Bonnot — Brignoud Gare / Lycée Marie Reynoard                           |
| G4    | Ouverture / Fermeture 29 août 2016 / 1er septembre 2024 | Longueur —                                                                                        | Durée 26 min                                                                                      | Nb. d’arrêts 17                                                                                   | Matériel Iveco Bus Crossway LE                                                                    | Jours de fonctionnement L, Ma, Me, J, V                                                           | Jour / Soir / Nuit / Fêtes O / N / N / N                                                          | Voy. / an —                                                                                       | Dépôt Domène (Philibert Transport)                                                                |
| G4    | Desserte : - Villes et lieux desservis : Goncelin (Collège Icare), Tencin, La Pierre, Le Champ-près-Froges, Froges et Villard-Bonnot. - Gares desservies : Gare de Goncelin et Gare de Brignoud. |                                                                                                   |                                                                                                   |                                                                                                   |                                                                                                   |                                                                                                   |                                                                                                   |                                                                                                   |                                                                                                   |
| G4    | Autre : - Arrêt non accessible aux UFR : Goncelin Gare, Villard Bozon, Le Clos de la Tour, Brignoud Place, Brignoud Gare (Avenue Robert Huant), Brignoud Pont. - Amplitudes horaires : La ligne fonctionne du lundi au vendredi de 7 h 0 à 19 h 0. - Date de dernière mise à jour : 1er août 2022. |                                                                                                   |                                                                                                   |                                                                                                   |                                                                                                   |                                                                                                   |                                                                                                   |                                                                                                   |                                                                                                   |
| G4    | Dernière actualisation : — |                                                                                                   |                                                                                                   |                                                                                                   |                                                                                                   |                                                                                                   |                                                                                                   |                                                                                                   |                                                                                                   |
| G5    | Pontcharra — Médiathèque ⥋ Goncelin — Gare | Pontcharra — Médiathèque ⥋ Goncelin — Gare                                                        | Pontcharra — Médiathèque ⥋ Goncelin — Gare                                                        | Pontcharra — Médiathèque ⥋ Goncelin — Gare                                                        | Pontcharra — Médiathèque ⥋ Goncelin — Gare                                                        | Pontcharra — Médiathèque ⥋ Goncelin — Gare                                                        | Pontcharra — Médiathèque ⥋ Goncelin — Gare                                                        | Pontcharra — Médiathèque ⥋ Goncelin — Gare                                                        | Pontcharra — Médiathèque ⥋ Goncelin — Gare                                                        |
| G5    | Ouverture / Fermeture — / — | Longueur —                                                                                        | Durée 26 min                                                                                      | Nb. d’arrêts 18                                                                                   | Matériel —                                                                                        | Jours de fonctionnement L, Ma, Me, J, V                                                           | Jour / Soir / Nuit / Fêtes O / N / N / N                                                          | Voy. / an —                                                                                       | Dépôt —                                                                                           |
| G5    | Desserte : - Villes et lieux desservis : Pontcharra (Médiathèque, Piscine municipale, Lycée Pierre-du-Terrail, Mairie), Le Cheylas (Mairie) et Goncelin. - Gares desservies : Gare de Pontcharra-sur-Bréda - Allevard et Gare de Goncelin. |                                                                                                   |                                                                                                   |                                                                                                   |                                                                                                   |                                                                                                   |                                                                                                   |                                                                                                   |                                                                                                   |
| G5    | Autre : - Arrêt non accessible aux UFR : Pontcharra Médiathèque, La Treille, Avenue du Granier, Résidences Bayard, Village d’Entreprises, Piscine, Lycée Avenue de la Gare, Villard Didier, Villard Noir, Gare Route Départementale 523, Usines, Goncelin Gare. - Amplitudes horaires : La ligne fonctionne du lundi au vendredi de 7 h 15 à 19 h 41. - Date de dernière mise à jour : 4 août 2022. |                                                                                                   |                                                                                                   |                                                                                                   |                                                                                                   |                                                                                                   |                                                                                                   |                                                                                                   |                                                                                                   |
| G5    | Dernière actualisation : — |                                                                                                   |                                                                                                   |                                                                                                   |                                                                                                   |                                                                                                   |                                                                                                   |                                                                                                   |                                                                                                   |
| G6    | Allevard — Collège ⥋ Goncelin — Gare | Allevard — Collège ⥋ Goncelin — Gare                                                              | Allevard — Collège ⥋ Goncelin — Gare                                                              | Allevard — Collège ⥋ Goncelin — Gare                                                              | Allevard — Collège ⥋ Goncelin — Gare                                                              | Allevard — Collège ⥋ Goncelin — Gare                                                              | Allevard — Collège ⥋ Goncelin — Gare                                                              | Allevard — Collège ⥋ Goncelin — Gare                                                              | Allevard — Collège ⥋ Goncelin — Gare                                                              |
| G6    | Ouverture / Fermeture — / — | Longueur —                                                                                        | Durée 18 min                                                                                      | Nb. d’arrêts 12                                                                                   | Matériel —                                                                                        | Jours de fonctionnement L, Ma, Me, J, V, S, D                                                     | Jour / Soir / Nuit / Fêtes O / N / N / O                                                          | Voy. / an —                                                                                       | Dépôt —                                                                                           |
| G6    | Desserte : - Villes et lieux desservis : Allevard (Collège Flavius Vaussenat), Crêts en Belledonne et Goncelin. - Gares desservies : Gare de Goncelin. |                                                                                                   |                                                                                                   |                                                                                                   |                                                                                                   |                                                                                                   |                                                                                                   |                                                                                                   |                                                                                                   |
| G6    | Autre : - Arrêt non accessible aux UFR : Tous les arrêts. - Amplitudes horaires : La ligne fonctionne du tous les jours de 4 h 5 à 22 h 18. - Particularités : Le départ de 4h05 d'Allevard et le départ de 5h40 de Goncelin circule du lundi au dimanche. Le départ de 16h05 d'Allevard et le départ de 17h40 de Goncelin circule que le samedi et dimanche. - Date de dernière mise à jour : 4 août 2022. |                                                                                                   |                                                                                                   |                                                                                                   |                                                                                                   |                                                                                                   |                                                                                                   |                                                                                                   |                                                                                                   |
| G6    | Dernière actualisation : — |                                                                                                   |                                                                                                   |                                                                                                   |                                                                                                   |                                                                                                   |                                                                                                   |                                                                                                   |                                                                                                   |

#### Lignes de proximité

##### Lignes de G40 à G70
| Ligne | Caractéristiques | Caractéristiques                                                                      | Caractéristiques                                                                      | Caractéristiques                                                                      | Caractéristiques                                                                      | Caractéristiques                                                                      | Caractéristiques                                                                      | Caractéristiques                                                                      | Caractéristiques                                                                      |
| G40   | Theys — Écoles ⥋ Goncelin — Gare | Theys — Écoles ⥋ Goncelin — Gare                                                      | Theys — Écoles ⥋ Goncelin — Gare                                                      | Theys — Écoles ⥋ Goncelin — Gare                                                      | Theys — Écoles ⥋ Goncelin — Gare                                                      | Theys — Écoles ⥋ Goncelin — Gare                                                      | Theys — Écoles ⥋ Goncelin — Gare                                                      | Theys — Écoles ⥋ Goncelin — Gare                                                      | Theys — Écoles ⥋ Goncelin — Gare                                                      |
| ----- | --- | ------------------------------------------------------------------------------------- | ------------------------------------------------------------------------------------- | ------------------------------------------------------------------------------------- | ------------------------------------------------------------------------------------- | ------------------------------------------------------------------------------------- | ------------------------------------------------------------------------------------- | ------------------------------------------------------------------------------------- | ------------------------------------------------------------------------------------- |
| G40   | Ouverture / Fermeture — / — | Longueur —                                                                            | Durée 13 min                                                                          | Nb. d’arrêts 2                                                                        | Matériel —                                                                            | Jours de fonctionnement L, Ma, Me, J, V                                               | Jour / Soir / Nuit / Fêtes O / N / N / N                                              | Voy. / an —                                                                           | Dépôt —                                                                               |
| G40   | Desserte : - Villes et lieux desservis : Theys et Goncelin. - Gares desservies : Gare de Goncelin. |                                                                                       |                                                                                       |                                                                                       |                                                                                       |                                                                                       |                                                                                       |                                                                                       |                                                                                       |
| G40   | Autre : - Arrêt non accessible aux UFR : Tous les arrêts - Amplitudes horaires : La ligne fonctionne du lundi au vendredi de 6 h 37 à 18 h 48 environ. - Date de dernière mise à jour : 4 août 2022.                                                                                                 |                                                                                       |                                                                                       |                                                                                       |                                                                                       |                                                                                       |                                                                                       |                                                                                       |                                                                                       |
| G40   | Dernière actualisation : — |                                                                                       |                                                                                       |                                                                                       |                                                                                       |                                                                                       |                                                                                       |                                                                                       |                                                                                       |
| G50   | Pontcharra — Lycée Pierre-du-Terrail ⥋ Goncelin — Gare | Pontcharra — Lycée Pierre-du-Terrail ⥋ Goncelin — Gare                                | Pontcharra — Lycée Pierre-du-Terrail ⥋ Goncelin — Gare                                | Pontcharra — Lycée Pierre-du-Terrail ⥋ Goncelin — Gare                                | Pontcharra — Lycée Pierre-du-Terrail ⥋ Goncelin — Gare                                | Pontcharra — Lycée Pierre-du-Terrail ⥋ Goncelin — Gare                                | Pontcharra — Lycée Pierre-du-Terrail ⥋ Goncelin — Gare                                | Pontcharra — Lycée Pierre-du-Terrail ⥋ Goncelin — Gare                                | Pontcharra — Lycée Pierre-du-Terrail ⥋ Goncelin — Gare                                |
| G50   | Ouverture / Fermeture — / — | Longueur —                                                                            | Durée 33 min                                                                          | Nb. d’arrêts 23                                                                       | Matériel —                                                                            | Jours de fonctionnement L, Ma, Me, J, V                                               | Jour / Soir / Nuit / Fêtes O / N / N / N                                              | Voy. / an —                                                                           | Dépôt —                                                                               |
| G50   | Desserte : - Villes et lieux desservis : Pontcharra (Lycée Pierre du Terrail), Barraux, La Flachère (Mairie), Saint-Vincent-de-Mercuze (Piscine municipale, Mairie), Le Touvet (Poste de Gendarmerie) et Goncelin. - Gares desservies : Gare de Pontcharra-sur-Bréda - Allevard et Gare de Goncelin. |                                                                                       |                                                                                       |                                                                                       |                                                                                       |                                                                                       |                                                                                       |                                                                                       |                                                                                       |
| G50   | Autre : - Arrêt non accessible aux UFR : Tous les arrêts. - Amplitudes horaires : La ligne fonctionne du lundi au vendredi de 7 h 10 à 18 h 23. - Date de dernière mise à jour : 4 août 2022. |                                                                                       |                                                                                       |                                                                                       |                                                                                       |                                                                                       |                                                                                       |                                                                                       |                                                                                       |
| G50   | Dernière actualisation : — |                                                                                       |                                                                                       |                                                                                       |                                                                                       |                                                                                       |                                                                                       |                                                                                       |                                                                                       |
| G51   | Chapareillan — Les Gaillons ⥋ Pontcharra — Lycée Pierre du Terrail | Chapareillan — Les Gaillons ⥋ Pontcharra — Lycée Pierre du Terrail                    | Chapareillan — Les Gaillons ⥋ Pontcharra — Lycée Pierre du Terrail                    | Chapareillan — Les Gaillons ⥋ Pontcharra — Lycée Pierre du Terrail                    | Chapareillan — Les Gaillons ⥋ Pontcharra — Lycée Pierre du Terrail                    | Chapareillan — Les Gaillons ⥋ Pontcharra — Lycée Pierre du Terrail                    | Chapareillan — Les Gaillons ⥋ Pontcharra — Lycée Pierre du Terrail                    | Chapareillan — Les Gaillons ⥋ Pontcharra — Lycée Pierre du Terrail                    | Chapareillan — Les Gaillons ⥋ Pontcharra — Lycée Pierre du Terrail                    |
| G51   | Ouverture / Fermeture — / — | Longueur —                                                                            | Durée 23 min                                                                          | Nb. d’arrêts 15                                                                       | Matériel —                                                                            | Jours de fonctionnement L, Ma, Me, J, V                                               | Jour / Soir / Nuit / Fêtes O / N / N / N                                              | Voy. / an —                                                                           | Dépôt —                                                                               |
| G51   | Desserte : - Villes et lieux desservis : Chapareillan (Mairie), Barraux et Pontcharra (Piscine municipale, Lycée Pierre-du-Terrail) - Gares desservies : Gare de Pontcharra-sur-Bréda - Allevard. |                                                                                       |                                                                                       |                                                                                       |                                                                                       |                                                                                       |                                                                                       |                                                                                       |                                                                                       |
| G51   | Autre : - Arrêt non accessible aux UFR : Tous les arrêts. - Amplitudes horaires : La ligne fonctionne du lundi au vendredi de 7 h 20 à 18 h 40. - Date de dernière mise à jour : 4 août 2022. |                                                                                       |                                                                                       |                                                                                       |                                                                                       |                                                                                       |                                                                                       |                                                                                       |                                                                                       |
| G51   | Dernière actualisation : — |                                                                                       |                                                                                       |                                                                                       |                                                                                       |                                                                                       |                                                                                       |                                                                                       |                                                                                       |
| G60   | Allevard — Ecoles - Pléiade ⥋ Pontcharra — Gare | Allevard — Ecoles - Pléiade ⥋ Pontcharra — Gare                                       | Allevard — Ecoles - Pléiade ⥋ Pontcharra — Gare                                       | Allevard — Ecoles - Pléiade ⥋ Pontcharra — Gare                                       | Allevard — Ecoles - Pléiade ⥋ Pontcharra — Gare                                       | Allevard — Ecoles - Pléiade ⥋ Pontcharra — Gare                                       | Allevard — Ecoles - Pléiade ⥋ Pontcharra — Gare                                       | Allevard — Ecoles - Pléiade ⥋ Pontcharra — Gare                                       | Allevard — Ecoles - Pléiade ⥋ Pontcharra — Gare                                       |
| G60   | Ouverture / Fermeture — / — | Longueur —                                                                            | Durée 25 (32) min                                                                     | Nb. d’arrêts 17 (21)                                                                  | Matériel —                                                                            | Jours de fonctionnement L, Ma, Me, J, V                                               | Jour / Soir / Nuit / Fêtes O / N / N / N                                              | Voy. / an —                                                                           | Dépôt —                                                                               |
| G60   | Desserte : - Villes et lieux desservis : Allevard, Le Moutaret, Saint-Maximin (Mairie) et Pontcharra (Mairie, Lycée Pierre-du-Terrail, Piscine municipale). - Gares desservies : Gare de Pontcharra-sur-Bréda - Allevard.                                                                            |                                                                                       |                                                                                       |                                                                                       |                                                                                       |                                                                                       |                                                                                       |                                                                                       |                                                                                       |
| G60   | Autre : - Arrêt non accessible aux UFR : Tous les arrêts. - Amplitudes horaires : La ligne fonctionne du lundi au vendredi de 7 h 15 à 18 h 20. - Date de dernière mise à jour : 4 août 2022. |                                                                                       |                                                                                       |                                                                                       |                                                                                       |                                                                                       |                                                                                       |                                                                                       |                                                                                       |
| G60   | Dernière actualisation : — |                                                                                       |                                                                                       |                                                                                       |                                                                                       |                                                                                       |                                                                                       |                                                                                       |                                                                                       |
| G61   | Allevard — Les Amoureux / Ecole-Pléiade ⥋ Le Haut-Bréda — Fond de France / Le Pleynet | Allevard — Les Amoureux / Ecole-Pléiade ⥋ Le Haut-Bréda — Fond de France / Le Pleynet | Allevard — Les Amoureux / Ecole-Pléiade ⥋ Le Haut-Bréda — Fond de France / Le Pleynet | Allevard — Les Amoureux / Ecole-Pléiade ⥋ Le Haut-Bréda — Fond de France / Le Pleynet | Allevard — Les Amoureux / Ecole-Pléiade ⥋ Le Haut-Bréda — Fond de France / Le Pleynet | Allevard — Les Amoureux / Ecole-Pléiade ⥋ Le Haut-Bréda — Fond de France / Le Pleynet | Allevard — Les Amoureux / Ecole-Pléiade ⥋ Le Haut-Bréda — Fond de France / Le Pleynet | Allevard — Les Amoureux / Ecole-Pléiade ⥋ Le Haut-Bréda — Fond de France / Le Pleynet | Allevard — Les Amoureux / Ecole-Pléiade ⥋ Le Haut-Bréda — Fond de France / Le Pleynet |
| G61   | Ouverture / Fermeture — / — | Longueur —                                                                            | Durée ~ 40 min                                                                        | Nb. d’arrêts 17                                                                       | Matériel —                                                                            | Jours de fonctionnement L, Ma, Me, J, V                                               | Jour / Soir / Nuit / Fêtes O / N / N / N                                              | Voy. / an —                                                                           | Dépôt —                                                                               |
| G61   | Desserte : - Villes et lieux desservis : Allevard, Fond de France, Le Haut-Bréda. |                                                                                       |                                                                                       |                                                                                       |                                                                                       |                                                                                       |                                                                                       |                                                                                       |                                                                                       |
| G61   | Autre : - Arrêt non accessible aux UFR : Tous les arrêts. - Amplitudes horaires : La ligne fonctionne du lundi au vendredi de 6 h 25 à 19 h 0. - Date de dernière mise à jour : 3 janvier 2023. |                                                                                       |                                                                                       |                                                                                       |                                                                                       |                                                                                       |                                                                                       |                                                                                       |                                                                                       |
| G61   | Dernière actualisation : — |                                                                                       |                                                                                       |                                                                                       |                                                                                       |                                                                                       |                                                                                       |                                                                                       |                                                                                       |
| G70   | Saint-Martin-d'Uriage — La Ronzière n°2 ⥋ Gières — Gare - Universités | Saint-Martin-d'Uriage — La Ronzière n°2 ⥋ Gières — Gare - Universités                 | Saint-Martin-d'Uriage — La Ronzière n°2 ⥋ Gières — Gare - Universités                 | Saint-Martin-d'Uriage — La Ronzière n°2 ⥋ Gières — Gare - Universités                 | Saint-Martin-d'Uriage — La Ronzière n°2 ⥋ Gières — Gare - Universités                 | Saint-Martin-d'Uriage — La Ronzière n°2 ⥋ Gières — Gare - Universités                 | Saint-Martin-d'Uriage — La Ronzière n°2 ⥋ Gières — Gare - Universités                 | Saint-Martin-d'Uriage — La Ronzière n°2 ⥋ Gières — Gare - Universités                 | Saint-Martin-d'Uriage — La Ronzière n°2 ⥋ Gières — Gare - Universités                 |
| G70   | Ouverture / Fermeture — / 01 Janvier 2023 | Longueur —                                                                            | Durée 46 min                                                                          | Nb. d’arrêts 19                                                                       | Matériel —                                                                            | Jours de fonctionnement L, Ma, Me, J, V                                               | Jour / Soir / Nuit / Fêtes O / N / N / N                                              | Voy. / an —                                                                           | Dépôt —                                                                               |
| G70   | Desserte : - Villes et lieux desservis : Saint-Martin-d'Uriage, Gières - Station de tramway et gares desservies : Gières - Gare Universités desservi par la ligne B du réseau TAG, la Gare de Grenoble-Universités-Gières.                                                                           |                                                                                       |                                                                                       |                                                                                       |                                                                                       |                                                                                       |                                                                                       |                                                                                       |                                                                                       |
| G70   | Autre : - Arrêt accessible aux UFR : Gières - Gare Universités et Edelweiss. - Amplitudes horaires : La ligne fonctionne du lundi au vendredi de 6 h 51 à 18 h 30. - La ligne est désormais remplacé par la ligne Flexo 59 du réseau M TAG. - Date de dernière mise à jour : 2 janvier 2023.         |                                                                                       |                                                                                       |                                                                                       |                                                                                       |                                                                                       |                                                                                       |                                                                                       |                                                                                       |
| G70   | Dernière actualisation : — |                                                                                       |                                                                                       |                                                                                       |                                                                                       |                                                                                       |                                                                                       |                                                                                       |                                                                                       |

##### Lignes dites "Nav'Pro"
| Ligne     | Caractéristiques | Caractéristiques                                                      | Caractéristiques                                                      | Caractéristiques                                                      | Caractéristiques                                                      | Caractéristiques                                                      | Caractéristiques                                                      | Caractéristiques                                                      | Caractéristiques                                                      |
| Nav'Pro A | Villard-Bonnot — Lancey Gare ⥋ Montbonnot-Saint-Martin — Pré-de-l'Eau | Villard-Bonnot — Lancey Gare ⥋ Montbonnot-Saint-Martin — Pré-de-l'Eau | Villard-Bonnot — Lancey Gare ⥋ Montbonnot-Saint-Martin — Pré-de-l'Eau | Villard-Bonnot — Lancey Gare ⥋ Montbonnot-Saint-Martin — Pré-de-l'Eau | Villard-Bonnot — Lancey Gare ⥋ Montbonnot-Saint-Martin — Pré-de-l'Eau | Villard-Bonnot — Lancey Gare ⥋ Montbonnot-Saint-Martin — Pré-de-l'Eau | Villard-Bonnot — Lancey Gare ⥋ Montbonnot-Saint-Martin — Pré-de-l'Eau | Villard-Bonnot — Lancey Gare ⥋ Montbonnot-Saint-Martin — Pré-de-l'Eau | Villard-Bonnot — Lancey Gare ⥋ Montbonnot-Saint-Martin — Pré-de-l'Eau |
| --------- | --- | --------------------------------------------------------------------- | --------------------------------------------------------------------- | --------------------------------------------------------------------- | --------------------------------------------------------------------- | --------------------------------------------------------------------- | --------------------------------------------------------------------- | --------------------------------------------------------------------- | --------------------------------------------------------------------- |
| Nav'Pro A | Ouverture / Fermeture — / — | Longueur —                                                            | Durée 17 min                                                          | Nb. d’arrêts 4                                                        | Matériel —                                                            | Jours de fonctionnement L, Ma, Me, J, V                               | Jour / Soir / Nuit / Fêtes O / N / N / N                              | Voy. / an —                                                           | Dépôt —                                                               |
| Nav'Pro A | Desserte : - Villes et lieux desservis : Villard-Bonnot, Saint-Ismier et Montbonnot-Saint-Martin (Pôle d'échange Pré-de-l'Eau (G2, C1, X01 X02 T81 T83 T84 T86)). - Gares desservies : Gare de Lancey. |                                                                       |                                                                       |                                                                       |                                                                       |                                                                       |                                                                       |                                                                       |                                                                       |
| Nav'Pro A | Autre : - Arrêt non accessible aux UFR : Grande Île, La Bâtie, Les Plantées (Isiparc). - Amplitudes horaires : La ligne fonctionne du lundi au vendredi de 7 h 25 à 18 h 32 environ. - Date de dernière mise à jour : 4 août 2022. |                                                                       |                                                                       |                                                                       |                                                                       |                                                                       |                                                                       |                                                                       |                                                                       |
| Nav'Pro A | Dernière actualisation : — |                                                                       |                                                                       |                                                                       |                                                                       |                                                                       |                                                                       |                                                                       |                                                                       |
| Nav'Pro B | Villard-Bonnot — Brignoud Gare ⥋ Bernin — Cloyères | Villard-Bonnot — Brignoud Gare ⥋ Bernin — Cloyères                    | Villard-Bonnot — Brignoud Gare ⥋ Bernin — Cloyères                    | Villard-Bonnot — Brignoud Gare ⥋ Bernin — Cloyères                    | Villard-Bonnot — Brignoud Gare ⥋ Bernin — Cloyères                    | Villard-Bonnot — Brignoud Gare ⥋ Bernin — Cloyères                    | Villard-Bonnot — Brignoud Gare ⥋ Bernin — Cloyères                    | Villard-Bonnot — Brignoud Gare ⥋ Bernin — Cloyères                    | Villard-Bonnot — Brignoud Gare ⥋ Bernin — Cloyères                    |
| Nav'Pro B | Ouverture / Fermeture — / — | Longueur —                                                            | Durée 10 min                                                          | Nb. d’arrêts 5                                                        | Matériel —                                                            | Jours de fonctionnement L, Ma, Me, J, V                               | Jour / Soir / Nuit / Fêtes O / N / N / N                              | Voy. / an —                                                           | Dépôt —                                                               |
| Nav'Pro B | Desserte : - Villes et lieux desservis : Villard-Bonnot, Crolles et Bernin. - Gares desservies : Gare de Brignoud. |                                                                       |                                                                       |                                                                       |                                                                       |                                                                       |                                                                       |                                                                       |                                                                       |
| Nav'Pro B | Autre : - Arrêt non accessible aux UFR : Pré Roux, Cloyères. - Amplitudes horaires : La ligne fonctionne du lundi au vendredi entre 7 h à 9 h puis entre 16 h 45 à 18 h 45 avec un passage toutes les 30 minutes. - Date de dernière mise à jour : 14 juin 2023. |                                                                       |                                                                       |                                                                       |                                                                       |                                                                       |                                                                       |                                                                       |                                                                       |
| Nav'Pro B | Dernière actualisation : — |                                                                       |                                                                       |                                                                       |                                                                       |                                                                       |                                                                       |                                                                       |                                                                       |
| Nav'Pro C | Pontcharra — Médiathèque ⥋ Bernin — Cloyères | Pontcharra — Médiathèque ⥋ Bernin — Cloyères                          | Pontcharra — Médiathèque ⥋ Bernin — Cloyères                          | Pontcharra — Médiathèque ⥋ Bernin — Cloyères                          | Pontcharra — Médiathèque ⥋ Bernin — Cloyères                          | Pontcharra — Médiathèque ⥋ Bernin — Cloyères                          | Pontcharra — Médiathèque ⥋ Bernin — Cloyères                          | Pontcharra — Médiathèque ⥋ Bernin — Cloyères                          | Pontcharra — Médiathèque ⥋ Bernin — Cloyères                          |
| Nav'Pro C | Ouverture / Fermeture — / — | Longueur —                                                            | Durée 38 min                                                          | Nb. d’arrêts 22                                                       | Matériel —                                                            | Jours de fonctionnement L, Ma, Me, J, V, S, D                         | Jour / Soir / Nuit / Fêtes O / N / N / O                              | Voy. / an —                                                           | Dépôt —                                                               |
| Nav'Pro C | Desserte : - Villes et lieux desservis : Pontcharra (Médiathèque, Piscine municipale, Lycée Pierre-du-Terrail, Mairie), Le Cheylas, Goncelin, Crolles et Bernin - Gares desservies : Gare de Pontcharra-sur-Bréda - Allevard, Gare de Goncelin. |                                                                       |                                                                       |                                                                       |                                                                       |                                                                       |                                                                       |                                                                       |                                                                       |
| Nav'Pro C | Autre : - Arrêt non accessible aux UFR : Médiathèque, La Treille, Avenue du Granier, Résidences Bayard, Village d’Entreprises, Pontcharra Gare, Piscine, Lycée Avenue de la Gare, Villard Didier, Villard Noir, Gare Route Départementale 523, Usines, Goncelin Gare, Pré Roux, Cloyères. - Amplitudes horaires : La ligne fonctionne du tous les jours de 4 h 0 à 22 h 22. - Date de dernière mise à jour : 4 août 2022. |                                                                       |                                                                       |                                                                       |                                                                       |                                                                       |                                                                       |                                                                       |                                                                       |
| Nav'Pro C | Dernière actualisation : — |                                                                       |                                                                       |                                                                       |                                                                       |                                                                       |                                                                       |                                                                       |                                                                       |

#### Lignes estivales
Ces lignes fonctionnent que pendant les grandes vacances, entre début juillet et fin août.
| Ligne | Caractéristiques | Caractéristiques                                                         | Caractéristiques                                                         | Caractéristiques                                                         | Caractéristiques                                                         | Caractéristiques                                                         | Caractéristiques                                                         | Caractéristiques                                                         | Caractéristiques                                                         |
| 102   | Inter-Rives | Inter-Rives                                                              | Inter-Rives                                                              | Inter-Rives                                                              | Inter-Rives                                                              | Inter-Rives                                                              | Inter-Rives                                                              | Inter-Rives                                                              | Inter-Rives                                                              |
| 102   | Villard-Bonnot — Brignoud Gare ⥋ Crolles — Centre Nautique Intercommunal | Villard-Bonnot — Brignoud Gare ⥋ Crolles — Centre Nautique Intercommunal | Villard-Bonnot — Brignoud Gare ⥋ Crolles — Centre Nautique Intercommunal | Villard-Bonnot — Brignoud Gare ⥋ Crolles — Centre Nautique Intercommunal | Villard-Bonnot — Brignoud Gare ⥋ Crolles — Centre Nautique Intercommunal | Villard-Bonnot — Brignoud Gare ⥋ Crolles — Centre Nautique Intercommunal | Villard-Bonnot — Brignoud Gare ⥋ Crolles — Centre Nautique Intercommunal | Villard-Bonnot — Brignoud Gare ⥋ Crolles — Centre Nautique Intercommunal | Villard-Bonnot — Brignoud Gare ⥋ Crolles — Centre Nautique Intercommunal |
| ----- | --- | ------------------------------------------------------------------------ | ------------------------------------------------------------------------ | ------------------------------------------------------------------------ | ------------------------------------------------------------------------ | ------------------------------------------------------------------------ | ------------------------------------------------------------------------ | ------------------------------------------------------------------------ | ------------------------------------------------------------------------ |
| 102   | Ouverture / Fermeture 9 juillet 2022 / — | Longueur —                                                               | Durée 45 min                                                             | Nb. d’arrêts 29                                                          | Matériel —                                                               | Jours de fonctionnement L, Ma, Me, J, V, S, D                            | Jour / Soir / Nuit / Fêtes O / N / N / N                                 | Voy. / an —                                                              | Dépôt —                                                                  |
| 102   | Desserte : - Villes et lieux desservis : Villard-Bonnot, Froges, Le Champ-près-Froges, La Pierre, Tencin, La Terrasse (Lac de La Terrasse, Mairie), Lumbin (Zone Industrielle), Crolles (Funiculaire de Saint-Hilaire-du-Touvet, Mairie, Centre nautique intercommunal). - Gares desservies : Gare de Brignoud. |                                                                          |                                                                          |                                                                          |                                                                          |                                                                          |                                                                          |                                                                          |                                                                          |
| 102   | Autre : - Arrêt non accessible aux UFR : Inconnu. - Amplitudes horaires : La ligne fonctionne tous les jours de 9 h 0 à 17 h 46 environ. - Note : La ligne 102 remplace les lignes G'Lac 1 et G'Lac 2. - Date de dernière mise à jour : 4 août 2022. |                                                                          |                                                                          |                                                                          |                                                                          |                                                                          |                                                                          |                                                                          |                                                                          |
| 102   | Dernière actualisation : — |                                                                          |                                                                          |                                                                          |                                                                          |                                                                          |                                                                          |                                                                          |                                                                          |
| 305   | Funiculaire | Funiculaire                                                              | Funiculaire                                                              | Funiculaire                                                              | Funiculaire                                                              | Funiculaire                                                              | Funiculaire                                                              | Funiculaire                                                              | Funiculaire                                                              |
| 305   | Lumbin — Longs Près ⥋ Plateau-des-Petites-Roches — Les Gaudes |                                                                          |                                                                          |                                                                          |                                                                          |                                                                          |                                                                          |                                                                          |                                                                          |
| 305   | Ouverture / Fermeture 2022 / — | Longueur —                                                               | Durée 25 min                                                             | Nb. d’arrêts 2                                                           | Matériel —                                                               | Jours de fonctionnement L, Ma, Me, J, V, S, D                            | Jour / Soir / Nuit / Fêtes O / N / N / O                                 | Voy. / an —                                                              | Dépôt —                                                                  |
| 305   | Desserte : - Villes et lieux desservis : Lumbin et Plateau-des-Petites-Roches. - Gares desservies : Aucune. |                                                                          |                                                                          |                                                                          |                                                                          |                                                                          |                                                                          |                                                                          |                                                                          |
| 305   | Autre : - Arrêt non accessible aux UFR : Inconnu. - Amplitudes horaires : La ligne fonctionne tous les jours de 8 h 30 à 18 h 25. Cette ligne fonctionne également hors des périodes estivales (de Avril jusqu’à Septembre) Uniquement les week-end et jours fériées. - Note : Cette ligne remplace le Funiculaire de Saint-Hilaire-du-Touvet qui a été mise hors service depuis les fortes intempéries qui ont eu lieu fin décembre 2021. - Date de dernière mise à jour : 14 juin 2023. |                                                                          |                                                                          |                                                                          |                                                                          |                                                                          |                                                                          |                                                                          |                                                                          |
| 305   | Dernière actualisation : — |                                                                          |                                                                          |                                                                          |                                                                          |                                                                          |                                                                          |                                                                          |                                                                          |
| 407   | Prapoutel | Prapoutel                                                                | Prapoutel                                                                | Prapoutel                                                                | Prapoutel                                                                | Prapoutel                                                                | Prapoutel                                                                | Prapoutel                                                                | Prapoutel                                                                |
| 407   | Grenoble — Verdun - Préfecture ⥋ Les Adrets — Prapoutel Parking Navette |                                                                          |                                                                          |                                                                          |                                                                          |                                                                          |                                                                          |                                                                          |                                                                          |
| 407   | Ouverture / Fermeture — / — | Longueur —                                                               | Durée 65 min                                                             | Nb. d’arrêts 11                                                          | Matériel —                                                               | Jours de fonctionnement L, Ma, Me, J, V, S, D                            | Jour / Soir / Nuit / Fêtes O / N / N / N                                 | Voy. / an —                                                              | Dépôt —                                                                  |
| 407   | Desserte : - Villes et lieux desservis : Grenoble, Villard-Bonnot, Froges, Le Champ-près-Froges (Mairie) et Les Adrets - Station de tramway desservies : Verdun - Préfecture est desservie par la ligne A du réseau TAG. |                                                                          |                                                                          |                                                                          |                                                                          |                                                                          |                                                                          |                                                                          |                                                                          |
| 407   | Autre : - Arrêt non accessible aux UFR : Inconnu. - Amplitudes horaires : La ligne fonctionne du tous les jours avec deux départ pour Prapoutel à 7 h 45 et 10 h 45, et deux départ pour Verdun - Préfecture à 14 h 30 et 17 h 30. - Date de dernière mise à jour : 4 août 2022. |                                                                          |                                                                          |                                                                          |                                                                          |                                                                          |                                                                          |                                                                          |                                                                          |
| 407   | Dernière actualisation : — |                                                                          |                                                                          |                                                                          |                                                                          |                                                                          |                                                                          |                                                                          |                                                                          |
| 507   | Super Collet | Super Collet                                                             | Super Collet                                                             | Super Collet                                                             | Super Collet                                                             | Super Collet                                                             | Super Collet                                                             | Super Collet                                                             | Super Collet                                                             |
| 507   | Pontcharra — Le Coléo ⥋ La Chapelle-du-Bard — Super Collet |                                                                          |                                                                          |                                                                          |                                                                          |                                                                          |                                                                          |                                                                          |                                                                          |
| 507   | Ouverture / Fermeture — / — | Longueur —                                                               | Durée 65 min                                                             | Nb. d’arrêts 13                                                          | Matériel —                                                               | Jours de fonctionnement L, Ma, Me, J, V, S, D                            | Jour / Soir / Nuit / Fêtes O / N / N / N                                 | Voy. / an —                                                              | Dépôt —                                                                  |
| 507   | Desserte : - Villes et lieux desservis : Pontcharra (Mairie), Détrier, La Rochette, Arvillard, Allevard (Collège Flavius Vaussenat) et La Chapelle-du-Bard. - Gares desservies : Aucune. |                                                                          |                                                                          |                                                                          |                                                                          |                                                                          |                                                                          |                                                                          |                                                                          |
| 507   | Autre : - Arrêt non accessible aux UFR : Inconnu. - Amplitudes horaires : La ligne fonctionne du tous les jours avec deux départ pour le Super Collet à 7 h 30 et 10 h 30, et deux départ pour Pontcharra à 14 h 15 et 17 h 15. - Date de dernière mise à jour : 4 août 2022. |                                                                          |                                                                          |                                                                          |                                                                          |                                                                          |                                                                          |                                                                          |                                                                          |
| 507   | Dernière actualisation : — |                                                                          |                                                                          |                                                                          |                                                                          |                                                                          |                                                                          |                                                                          |                                                                          |
| 607   | Le Pleynet | Le Pleynet                                                               | Le Pleynet                                                               | Le Pleynet                                                               | Le Pleynet                                                               | Le Pleynet                                                               | Le Pleynet                                                               | Le Pleynet                                                               | Le Pleynet                                                               |
| 607   | Goncelin — Gare ⥋ La Ferrière — Le Pleynet |                                                                          |                                                                          |                                                                          |                                                                          |                                                                          |                                                                          |                                                                          |                                                                          |
| 607   | Ouverture / Fermeture — / — | Longueur —                                                               | Durée 65 min                                                             | Nb. d’arrêts 19                                                          | Matériel —                                                               | Jours de fonctionnement L, Ma, Me, J, V, S, D                            | Jour / Soir / Nuit / Fêtes O / N / N / N                                 | Voy. / an —                                                              | Dépôt —                                                                  |
| 607   | Desserte : - Villes et lieux desservis : Goncelin, Crêts en Belledonne, Allevard (Collège Flavius Vaussenat), Pinsot et La Ferrière. - Gares desservies : Gare de Goncelin. |                                                                          |                                                                          |                                                                          |                                                                          |                                                                          |                                                                          |                                                                          |                                                                          |
| 607   | Autre : - Arrêt non accessible aux UFR : Inconnu. - Amplitudes horaires : La ligne fonctionne du tous les jours avec deux départ pour le Super Collet à 7 h 30 et 10 h 30, et deux départ pour Pontcharra à 14 h 15 et 17 h 15. - Date de dernière mise à jour : 4 août 2022. |                                                                          |                                                                          |                                                                          |                                                                          |                                                                          |                                                                          |                                                                          |                                                                          |
| 607   | Dernière actualisation : — |                                                                          |                                                                          |                                                                          |                                                                          |                                                                          |                                                                          |                                                                          |                                                                          |
| 707   | Chamrousse | Chamrousse                                                               | Chamrousse                                                               | Chamrousse                                                               | Chamrousse                                                               | Chamrousse                                                               | Chamrousse                                                               | Chamrousse                                                               | Chamrousse                                                               |
| 707   | Grenoble — Verdun - Préfecture ⥋ Chamrousse — Domaine Nordique |                                                                          |                                                                          |                                                                          |                                                                          |                                                                          |                                                                          |                                                                          |                                                                          |
| 707   | Ouverture / Fermeture — / — | Longueur —                                                               | Durée 75 min                                                             | Nb. d’arrêts 17                                                          | Matériel —                                                               | Jours de fonctionnement L, Ma, Me, J, V, S, D                            | Jour / Soir / Nuit / Fêtes O / N / N / N                                 | Voy. / an —                                                              | Dépôt —                                                                  |
| 707   | Desserte : - Villes et lieux desservis : Grenoble, Gières, Venon, Saint-Martin-d'Uriage et Chamrousse. - Stations de tramway et gares desservies : Verdun - Préfecture est desservie par la ligne A du réseau TAG, la Gare de Grenoble-Universités-Gières. |                                                                          |                                                                          |                                                                          |                                                                          |                                                                          |                                                                          |                                                                          |                                                                          |
| 707   | Autre : - Arrêt non accessible aux UFR : Inconnu. - Amplitudes horaires : La ligne fonctionne du tous les jours avec deux départ pour le Chamrousse à 7 h 40 et 10 h 40, et deux départ pour Grenoble à 14 h 15 et 17 h 15. - Date de dernière mise à jour : 4 août 2022. |                                                                          |                                                                          |                                                                          |                                                                          |                                                                          |                                                                          |                                                                          |                                                                          |
| 707   | Dernière actualisation : — |                                                                          |                                                                          |                                                                          |                                                                          |                                                                          |                                                                          |                                                                          |                                                                          |

Les lignes dites "G'Lac" avec la nouvelle ligne 102.
| Ligne   | Caractéristiques | Caractéristiques                              | Caractéristiques                              | Caractéristiques                              | Caractéristiques                              | Caractéristiques                              | Caractéristiques                              | Caractéristiques                              | Caractéristiques                              |
| G'Lac 1 | Lac de la Terrasse | Lac de la Terrasse                            | Lac de la Terrasse                            | Lac de la Terrasse                            | Lac de la Terrasse                            | Lac de la Terrasse                            | Lac de la Terrasse                            | Lac de la Terrasse                            | Lac de la Terrasse                            |
| G'Lac 1 | Crolles — La Croix des Ayes ⥋ Goncelin — Gare | Crolles — La Croix des Ayes ⥋ Goncelin — Gare | Crolles — La Croix des Ayes ⥋ Goncelin — Gare | Crolles — La Croix des Ayes ⥋ Goncelin — Gare | Crolles — La Croix des Ayes ⥋ Goncelin — Gare | Crolles — La Croix des Ayes ⥋ Goncelin — Gare | Crolles — La Croix des Ayes ⥋ Goncelin — Gare | Crolles — La Croix des Ayes ⥋ Goncelin — Gare | Crolles — La Croix des Ayes ⥋ Goncelin — Gare |
| ------- | --- | --------------------------------------------- | --------------------------------------------- | --------------------------------------------- | --------------------------------------------- | --------------------------------------------- | --------------------------------------------- | --------------------------------------------- | --------------------------------------------- |
| G'Lac 1 | Ouverture / Fermeture — / 30 août 2021 | Longueur —                                    | Durée 32 min                                  | Nb. d’arrêts 19                               | Matériel —                                    | Jours de fonctionnement L, Ma, Me, J, V, S, D | Jour / Soir / Nuit / Fêtes O / N / N / N      | Voy. / an —                                   | Dépôt —                                       |
| G'Lac 1 | Desserte : - Villes et lieux desservis : Crolles, Lumbin, La Terrasse, Tencin et Goncelin. - Gares desservies : Gare de Goncelin.                                |                                               |                                               |                                               |                                               |                                               |                                               |                                               |                                               |
| G'Lac 1 | Autre : - Arrêt non accessible aux UFR : Inconnu. - Note : La ligne G'Lac 1 a été remplacée par la ligne 102. - Date de dernière mise à jour : 4 août 2022.      |                                               |                                               |                                               |                                               |                                               |                                               |                                               |                                               |
| G'Lac 1 | Dernière actualisation : — |                                               |                                               |                                               |                                               |                                               |                                               |                                               |                                               |
| G'Lac 2 | Lac de la Terrasse | Lac de la Terrasse                            | Lac de la Terrasse                            | Lac de la Terrasse                            | Lac de la Terrasse                            | Lac de la Terrasse                            | Lac de la Terrasse                            | Lac de la Terrasse                            | Lac de la Terrasse                            |
| G'Lac 2 | Villard-Bonnot — Lycée Marie Reynoard - Parking ⥋ Le Touvet — La Cime                                                                                            |                                               |                                               |                                               |                                               |                                               |                                               |                                               |                                               |
| G'Lac 2 | Ouverture / Fermeture — / 30 août 2021 | Longueur —                                    | Durée 35 min                                  | Nb. d’arrêts 22                               | Matériel —                                    | Jours de fonctionnement L, Ma, Me, J, V, S, D | Jour / Soir / Nuit / Fêtes O / N / N / N      | Voy. / an —                                   | Dépôt —                                       |
| G'Lac 2 | Desserte : - Villes et lieux desservis : Villard-Bonnot, Froges, Le Champ-près-Froges, La Pierre, Tencin, La Terrasse et Le Touvet. - Gares desservies : Aucune. |                                               |                                               |                                               |                                               |                                               |                                               |                                               |                                               |
| G'Lac 2 | Autre : - Arrêt non accessible aux UFR : Inconnu. - Note : La ligne G'Lac 2 a été remplacée par la ligne 102. - Date de dernière mise à jour : 4 août 2022.      |                                               |                                               |                                               |                                               |                                               |                                               |                                               |                                               |
| G'Lac 2 | Dernière actualisation : — |                                               |                                               |                                               |                                               |                                               |                                               |                                               |                                               |

#### Lignes dites "Skibus"
Les lignes hivernales circulent entre décembre et début mai. Des départs sont rajouter pendant les vacances en zone A et sur certaines lignes pendant les vacances en zone A, B et/ou C.
| Ligne   | Caractéristiques | Caractéristiques                                                                                   | Caractéristiques                                                                                   | Caractéristiques                                                                                   | Caractéristiques                                                                                   | Caractéristiques                                                                                   | Caractéristiques                                                                                   | Caractéristiques                                                                                   | Caractéristiques                                                                                   |
| Ski 405 | Goncelin — Gare ⥋ Les Adrets — Prapoutel Parking Navette | Goncelin — Gare ⥋ Les Adrets — Prapoutel Parking Navette                                           | Goncelin — Gare ⥋ Les Adrets — Prapoutel Parking Navette                                           | Goncelin — Gare ⥋ Les Adrets — Prapoutel Parking Navette                                           | Goncelin — Gare ⥋ Les Adrets — Prapoutel Parking Navette                                           | Goncelin — Gare ⥋ Les Adrets — Prapoutel Parking Navette                                           | Goncelin — Gare ⥋ Les Adrets — Prapoutel Parking Navette                                           | Goncelin — Gare ⥋ Les Adrets — Prapoutel Parking Navette                                           | Goncelin — Gare ⥋ Les Adrets — Prapoutel Parking Navette                                           |
| ------- | --- | -------------------------------------------------------------------------------------------------- | -------------------------------------------------------------------------------------------------- | -------------------------------------------------------------------------------------------------- | -------------------------------------------------------------------------------------------------- | -------------------------------------------------------------------------------------------------- | -------------------------------------------------------------------------------------------------- | -------------------------------------------------------------------------------------------------- | -------------------------------------------------------------------------------------------------- |
| Ski 405 | Ouverture / Fermeture — / — | Longueur —                                                                                         | Durée 40 min                                                                                       | Nb. d’arrêts 4                                                                                     | Matériel —                                                                                         | Jours de fonctionnement L, Ma, Me, J, V, S, D                                                      | Jour / Soir / Nuit / Fêtes O / N / N / O                                                           | Voy. / an —                                                                                        | Dépôt —                                                                                            |
| Ski 405 | Desserte : - Villes et lieux desservis : Goncelin, Theys et Les Adrets. - Gares desservies : Gare de Goncelin.                                                                           | | | | | | | | |
| Ski 405 | Autre : - Arrêt non accessible aux UFR : Inconnu. - Amplitudes horaires : La ligne fonctionne tous les jours de 8 h 10 à 17 h 55 environ. - Date de dernière mise à jour : 4 août 2022.  | | | | | | | | |
| Ski 405 | Dernière actualisation : — | | | | | | | | |
| Ski 407 | Crolles — Le Rafour Croizat ⥋ Les Adrets — Prapoutel Parking Navette | Crolles — Le Rafour Croizat ⥋ Les Adrets — Prapoutel Parking Navette                               | Crolles — Le Rafour Croizat ⥋ Les Adrets — Prapoutel Parking Navette                               | Crolles — Le Rafour Croizat ⥋ Les Adrets — Prapoutel Parking Navette                               | Crolles — Le Rafour Croizat ⥋ Les Adrets — Prapoutel Parking Navette                               | Crolles — Le Rafour Croizat ⥋ Les Adrets — Prapoutel Parking Navette                               | Crolles — Le Rafour Croizat ⥋ Les Adrets — Prapoutel Parking Navette                               | Crolles — Le Rafour Croizat ⥋ Les Adrets — Prapoutel Parking Navette                               | Crolles — Le Rafour Croizat ⥋ Les Adrets — Prapoutel Parking Navette                               |
| Ski 407 | Ouverture / Fermeture — / — | Longueur —                                                                                         | Durée 40 min                                                                                       | Nb. d’arrêts 10                                                                                    | Matériel —                                                                                         | Jours de fonctionnement L, Ma, Me, J, V, S, D                                                      | Jour / Soir / Nuit / Fêtes O / N / N / O                                                           | Voy. / an —                                                                                        | Dépôt —                                                                                            |
| Ski 407 | Desserte : - Villes et lieux desservis : Crolles, Villard-Bonnot, Froges, Le Champ-près-Froges (Mairie) et Les Adrets. - Gares desservies : Gare de Brignoud.                            | | | | | | | | |
| Ski 407 | Autre : - Arrêt non accessible aux UFR : Inconnu. - Amplitudes horaires : La ligne fonctionne tous les jours de 8 h 5 à 17 h 55 environ. - Date de dernière mise à jour : 4 août 2022.   | | | | | | | | |
| Ski 407 | Dernière actualisation : — | | | | | | | | |
| Ski 409 | Villard-Bonnot — Lancey Gare ⥋ Les Adrets — Prapoutel Parking Navette | Villard-Bonnot — Lancey Gare ⥋ Les Adrets — Prapoutel Parking Navette                              | Villard-Bonnot — Lancey Gare ⥋ Les Adrets — Prapoutel Parking Navette                              | Villard-Bonnot — Lancey Gare ⥋ Les Adrets — Prapoutel Parking Navette                              | Villard-Bonnot — Lancey Gare ⥋ Les Adrets — Prapoutel Parking Navette                              | Villard-Bonnot — Lancey Gare ⥋ Les Adrets — Prapoutel Parking Navette                              | Villard-Bonnot — Lancey Gare ⥋ Les Adrets — Prapoutel Parking Navette                              | Villard-Bonnot — Lancey Gare ⥋ Les Adrets — Prapoutel Parking Navette                              | Villard-Bonnot — Lancey Gare ⥋ Les Adrets — Prapoutel Parking Navette                              |
| Ski 409 | Ouverture / Fermeture — / — | Longueur —                                                                                         | Durée 55 min                                                                                       | Nb. d’arrêts 6                                                                                     | Matériel —                                                                                         | Jours de fonctionnement L, Ma, Me, J, V, S, D                                                      | Jour / Soir / Nuit / Fêtes O / N / N / O                                                           | Voy. / an —                                                                                        | Dépôt —                                                                                            |
| Ski 409 | Desserte : - Villes et lieux desservis : Villard-Bonnot (Mairie, Lycée Marie Reynoard), Laval-en-Belledonne (Mairie) et Les Adrets. - Gares desservies : Gare de Lancey.                 | | | | | | | | |
| Ski 409 | Autre : - Arrêt non accessible aux UFR : Inconnu. - Amplitudes horaires : La ligne fonctionne du tous les jours de 8 h 0 à 18 h 10. - Date de dernière mise à jour : 4 août 2022.        | | | | | | | | |
| Ski 409 | Dernière actualisation : — | | | | | | | | |
| Ski 507 | Pontcharra — Le Coléo // Allevard — Collège Flavius Vaussenat ⥋ La Chapelle-du-Bard — Super Collet                                                                                       | Pontcharra — Le Coléo // Allevard — Collège Flavius Vaussenat ⥋ La Chapelle-du-Bard — Super Collet | Pontcharra — Le Coléo // Allevard — Collège Flavius Vaussenat ⥋ La Chapelle-du-Bard — Super Collet | Pontcharra — Le Coléo // Allevard — Collège Flavius Vaussenat ⥋ La Chapelle-du-Bard — Super Collet | Pontcharra — Le Coléo // Allevard — Collège Flavius Vaussenat ⥋ La Chapelle-du-Bard — Super Collet | Pontcharra — Le Coléo // Allevard — Collège Flavius Vaussenat ⥋ La Chapelle-du-Bard — Super Collet | Pontcharra — Le Coléo // Allevard — Collège Flavius Vaussenat ⥋ La Chapelle-du-Bard — Super Collet | Pontcharra — Le Coléo // Allevard — Collège Flavius Vaussenat ⥋ La Chapelle-du-Bard — Super Collet | Pontcharra — Le Coléo // Allevard — Collège Flavius Vaussenat ⥋ La Chapelle-du-Bard — Super Collet |
| Ski 507 | Ouverture / Fermeture — / — | Longueur —                                                                                         | Durée 78 (48) min                                                                                  | Nb. d’arrêts 13 (6)                                                                                | Matériel —                                                                                         | Jours de fonctionnement L, Ma, Me, J, V, S, D                                                      | Jour / Soir / Nuit / Fêtes O / N / N / O                                                           | Voy. / an —                                                                                        | Dépôt —                                                                                            |
| Ski 507 | Desserte : - Villes et lieux desservis : Pontcharra (Mairie), Détirer, La Rochette, Arvillard, Allevard (Collège Flavius Vaussenat) et La Chapelle-du-Bard. - Gares desservies : Aucune. | | | | | | | | |
| Ski 507 | Autre : - Arrêt non accessible aux UFR : Inconnu. - Amplitudes horaires : La ligne fonctionne du tous les jours de 8 h 30 à 18 h 40. - Date de dernière mise à jour : 4 août 2022.       | | | | | | | | |
| Ski 507 | Dernière actualisation : — | | | | | | | | |
| Ski 605 | Allevard — Collège Flavius Vaussenat ⥋ Crêts en Belledonne — Foyer de Fond (Ski Nordique)                                                                                                | Allevard — Collège Flavius Vaussenat ⥋ Crêts en Belledonne — Foyer de Fond (Ski Nordique)          | Allevard — Collège Flavius Vaussenat ⥋ Crêts en Belledonne — Foyer de Fond (Ski Nordique)          | Allevard — Collège Flavius Vaussenat ⥋ Crêts en Belledonne — Foyer de Fond (Ski Nordique)          | Allevard — Collège Flavius Vaussenat ⥋ Crêts en Belledonne — Foyer de Fond (Ski Nordique)          | Allevard — Collège Flavius Vaussenat ⥋ Crêts en Belledonne — Foyer de Fond (Ski Nordique)          | Allevard — Collège Flavius Vaussenat ⥋ Crêts en Belledonne — Foyer de Fond (Ski Nordique)          | Allevard — Collège Flavius Vaussenat ⥋ Crêts en Belledonne — Foyer de Fond (Ski Nordique)          | Allevard — Collège Flavius Vaussenat ⥋ Crêts en Belledonne — Foyer de Fond (Ski Nordique)          |
| Ski 605 | Ouverture / Fermeture — / — | Longueur —                                                                                         | Durée 35 min                                                                                       | Nb. d’arrêts 8                                                                                     | Matériel —                                                                                         | Jours de fonctionnement L, Ma, Me, J, V, S, D                                                      | Jour / Soir / Nuit / Fêtes O / N / N / O                                                           | Voy. / an —                                                                                        | Dépôt —                                                                                            |
| Ski 605 | Desserte : - Villes et lieux desservis : Allevard (Collège Flavius Vaussenat) et Crêts en Belledonne. - Gares desservies : Aucune.                                                       | | | | | | | | |
| Ski 605 | Autre : - Arrêt non accessible aux UFR : Inconnu. - Amplitudes horaires : La ligne fonctionne du tous les jours de 9 h 25 à 17 h 50. - Date de dernière mise à jour : 4 août 2022.       | | | | | | | | |
| Ski 605 | Dernière actualisation : — | | | | | | | | |
| Ski 607 | Allevard — Collège Flavius Vaussenat ⥋ La Ferrière — Le Pleynet | Allevard — Collège Flavius Vaussenat ⥋ La Ferrière — Le Pleynet                                    | Allevard — Collège Flavius Vaussenat ⥋ La Ferrière — Le Pleynet                                    | Allevard — Collège Flavius Vaussenat ⥋ La Ferrière — Le Pleynet                                    | Allevard — Collège Flavius Vaussenat ⥋ La Ferrière — Le Pleynet                                    | Allevard — Collège Flavius Vaussenat ⥋ La Ferrière — Le Pleynet                                    | Allevard — Collège Flavius Vaussenat ⥋ La Ferrière — Le Pleynet                                    | Allevard — Collège Flavius Vaussenat ⥋ La Ferrière — Le Pleynet                                    | Allevard — Collège Flavius Vaussenat ⥋ La Ferrière — Le Pleynet                                    |
| Ski 607 | Ouverture / Fermeture — / — | Longueur —                                                                                         | Durée 45 min                                                                                       | Nb. d’arrêts 19                                                                                    | Matériel —                                                                                         | Jours de fonctionnement L, Ma, Me, J, V, S, D                                                      | Jour / Soir / Nuit / Fêtes O / N / N / O                                                           | Voy. / an —                                                                                        | Dépôt —                                                                                            |
| Ski 607 | Desserte : - Villes et lieux desservis : Allevard, Pinsot et La Ferrière. - Gares desservies : Aucune.                                                                                   | | | | | | | | |
| Ski 607 | Autre : - Arrêt non accessible aux UFR : Inconnu. - Amplitudes horaires : La ligne fonctionne tous les jours de 8 h 0 à 18 h 5 environ. - Date de dernière mise à jour : 4 août 2022.    | | | | | | | | |
| Ski 607 | Dernière actualisation : — | | | | | | | | |
| Ski 707 | Saint-Martin-d'Uriage — Uriage Gare (Office de Tourisme) ⥋ Chamrousse — Domaine Nordique                                                                                                 | Saint-Martin-d'Uriage — Uriage Gare (Office de Tourisme) ⥋ Chamrousse — Domaine Nordique           | Saint-Martin-d'Uriage — Uriage Gare (Office de Tourisme) ⥋ Chamrousse — Domaine Nordique           | Saint-Martin-d'Uriage — Uriage Gare (Office de Tourisme) ⥋ Chamrousse — Domaine Nordique           | Saint-Martin-d'Uriage — Uriage Gare (Office de Tourisme) ⥋ Chamrousse — Domaine Nordique           | Saint-Martin-d'Uriage — Uriage Gare (Office de Tourisme) ⥋ Chamrousse — Domaine Nordique           | Saint-Martin-d'Uriage — Uriage Gare (Office de Tourisme) ⥋ Chamrousse — Domaine Nordique           | Saint-Martin-d'Uriage — Uriage Gare (Office de Tourisme) ⥋ Chamrousse — Domaine Nordique           | Saint-Martin-d'Uriage — Uriage Gare (Office de Tourisme) ⥋ Chamrousse — Domaine Nordique           |
| Ski 707 | Ouverture / Fermeture — / — | Longueur —                                                                                         | Durée 50 min                                                                                       | Nb. d’arrêts 8                                                                                     | Matériel —                                                                                         | Jours de fonctionnement L, Ma, Me, J, V, S, D                                                      | Jour / Soir / Nuit / Fêtes O / N / N / O                                                           | Voy. / an —                                                                                        | Dépôt —                                                                                            |
| Ski 707 | Desserte : - Villes et lieux desservis : Saint-Martin-d'Uriage (Office de Tourisme) et Chamrousse. - Gares desservies : Aucune.                                                          | | | | | | | | |
| Ski 707 | Autre : - Arrêt non accessible aux UFR : Inconnu. - Amplitudes horaires : La ligne fonctionne tous les jours de 8 h 5 à 17 h 50 environ. - Date de dernière mise à jour : 4 août 2022.   | | | | | | | | |
| Ski 707 | Dernière actualisation : — | | | | | | | | |

### Transport à la demande

#### Résa
Le service de transport à la demande fonctionne du lundi au vendredi pour assurer la desserte des secteurs ne possédant aucune ligne régulière. Le service fonctionne par zone : chaque zone compte plusieurs arrêts et des heures de prise en charge prédéterminées.
Les zones sont les suivantes, sont indiquées les communes desservies :
- G100 : Biviers et Saint-Ismier
- G200 : Revel et Saint-Jean-le-Vieux
- G201 : La Combe-de-Lancey et Villard-Bonnot
- G202 : Sainte-Agnès et Saint-Mury-Monteymond
- G203 : Froges et Laval
- G300 et G301 : Plateau-des-Petites-Roches
- G400 : Les Adrets et Le Champ-près-Froges
- G401 : Hurtières et Theys
- G600 : Crêts-en-Belledonne
- G700 : Saint-Martin-d'Uriage Nord (Ligne remplacé par la Flexo 59 depuis le 2 janvier 2023[11])
- G701 : Chamrousse et Saint-Martin-d'Uriage Sud

### Lignes scolaires
Un réseau scolaire d'une trentaine de lignes dessert les écoles, collèges et lycées du Grésivaudan.

## Exploitation

### État de parc
Le matériel roulant est fourni par les exploitants du groupement G'R4.
On y retrouve aussi bien des minibus que des autocars ou des autobus périurbains.

### Dépôt
Les véhicules sont remisés dans les dépôts des transporteurs du groupement G'R4 (CarPostal Interurbain, Philibert Transport, Europe Autocars, Autocars Dalbon-Goulaz).

### Financement
En 2019, le financement du fonctionnement du réseau (entretien, matériel et charges de personnel) est assuré par le groupement GR'4. Cependant, les tarifs des billets et abonnements dont le montant est limité par décision politique ne couvrent pas les frais réels de transport. Le manque à gagner est compensé par l'autorité organisatrice, la communauté de communes Le Grésivaudan. Elle définit les conditions générales d'exploitation ainsi que la durée et la fréquence des services. L'équilibre financier du fonctionnement est assuré par une dotation globale annuelle au groupement GR'4, notamment grâce au versement transport payé par les entreprises de plus de neuf salariés et aux contributions des collectivités publiques[source secondaire souhaitée].